# Centre de conférences de Wembley
Le centre de conférence de Wembley est un centre de conférence situé dans le parc de Wembley, à Londres, en Angleterre, qui a existé de 1977 à 2006, à côté de la Wembley Arena.

## Histoire
À la fin des années 1970, des salles polyvalentes modernes ont commencé à s'ouvrir dans les villes britanniques. Le premier était le Centre de conférence de Wembley sur Empire Way dans le parc de Wembley, conçu pour la British Electric Traction Company par R. Seifert and Partners. Sa construction a commencé en mai 1973 et il a été officiellement inauguré par le duc de Kent le 31 janvier 1977. Son auditorium principal (appelé Grand Hall) pouvait accueillir 2 500 personnes.
Le centre de conférence faisait partie d'un développement plus vaste. À côté de lui se trouvaient les Greenwich Rooms (722 m2) et Elvin House, un immeuble de bureaux triangulaire futuriste, ainsi que le Centre d'exposition de Wembley. Comme le centre de conférence, le centre d'exposition s'inscrit dans une tendance nationale pour ce type de lieux.
L'ajout du centre de conférence et du hall d'exposition à la liste des attractions touristiques de Wembley Park a conduit à rebaptiser la gare de Wembley Hill en mai 1978, nom qu'elle conservera jusqu'en mai 1987, date à laquelle elle sera à nouveau rebaptisée, cette fois sous le nom de Wembley Stadium.
En vue d'un réaménagement majeur du stade de Wembley et de ses environs immédiats, le bâtiment du centre de conférence est démoli en septembre 2006. Un projet à usage mixte appelé Quadrant Court est construit à sa place.

## Événements
L'un des premiers événements a été l'exposition d'ingénieurs modèles de janvier 1977, qui s'était auparavant tenue au Seymour Hall de Marylebone. Le 7 mai 1977, le centre a accueilli le concours Eurovision de la chanson 1977, où le Royaume-Uni s'est classé deuxième. Le 18 octobre 1977, il a accueilli la toute première cérémonie des Brit Awards (alors appelés BPI awards 1977).
Le centre est utilisé pour de nombreuses conférences, des manifestations commerciales, des expositions, des réceptions d'entreprises, des assemblées générales annuelles, des cérémonies de remise de diplômes universitaires, des banquets, des compétitions de musique et de danse populaires en salle. Il accueille le World 10 Dance Championship en mai 1987<Dance News> remporté par Jeanette Doughty (Len Goodman Dance Centre)
Un concert de musique classique donné par le National Youth Orchestra a laissé entendre que l'acoustique du centre était au mieux médiocre, sans compter qu'il était difficile pour la musique classique d'attirer un public suffisamment nombreux pour remplir le Grand Hall.
En termes de sport, le Centre de conférences est peut-être mieux connu pour avoir accueilli le tournoi de snooker Benson & Hedges Masters de 1979 à 2006. D'autres sports y ont été organisés, notamment la boxe, la lutte, le culturisme, les fléchettes et le squash de 1974 à 1994 avec le prestigieux tournoi, British Open.
Le 30 août 1995, le centre accueille les tout premiers National Television Awards présentés par Eamonn Holmes.
Le 7 novembre 1999, il accueille le match de fléchettes entre le champion du monde PDC en titre Phil Taylor et le champion du monde BDO en titre Raymond van Barneveld, avec un chronomètre de 60 minutes tournant à zéro et avec une courte pause à mi-parcours. Le match a été diffusé sur ITV. Taylor a remporté le match 21-10 dans les jambes.
Il accueille trois matchs de boxe de Ricky Hatton dont il sort victorieux. Le 21 octobre 2000, il bat son compatriote Jon Thaxton par décision unanime, Le 26 mars 2001, il bat le Canadien Tony Pep par un TKO au quatrième round à deux minutes trente de la fin et le 15 décembre 2001, il bat l'Australien Justin Rowsell par un TKO au deuxième round à trente-six secondes de la fin.
Lors du Live Aid (13 juillet 1985), le centre de conférence et les halls d'exposition sont utilisés pour fournir des vestiaires aux artistes.
Entre le 10 juillet 2004 et le 22 avril 2006, il accueille dix événements d'arts martiaux mixtes Cage Rage.

## Dans la culture populaire
En 1979, le centre de conférence a été considéré comme suffisamment futuriste pour remplacer un centre de conférence sur la planète colonisée Atlay dans la série de science-fiction de la BBC Blake's 7, dans un épisode intitulé "Voice from the Past".
L'entrée du centre de conférence a également été utilisée dans Superman 4 : The Quest for Peace.
Le point culminant de l'épisode The Professionals : The Madness of Mickey Hamilton se déroule à l'intérieur du centre de conférences. 